# Дубно (Сороцький район)
Дубно (рум. Dubna) — село в Молдові у Сороцькому районі. Утворює окрему комуну.